# Richardton
La ville de Richardton est située dans le comté de Stark, dans l’État du Dakota du Nord, aux États-Unis. Sa population s’élevait à 529 habitants lors du recensement de 2010, estimée à 557 habitants en 2018.

## Histoire
Richardton a été fondée par des colons allemands de la Volga en 1889. L’abbaye a été fondée en 1899.

## Patrimoine
Richardton est réputée pour son abbaye bénédictine, l’abbaye Sainte-Marie-de-l’Assomption.

## Démographie
| 1910 | 1920 | 1930 | 1940 | 1950 | 1960 |
| ---- | ---- | ---- | ---- | ---- | ---- |
| 647  | 626  | 710  | 682  | 721  | 792  |

| 1970 | 1980 | 1990 | 2000 | 2010 | - |
| ---- | ---- | ---- | ---- | ---- | - |
| 799  | 699  | 625  | 619  | 529  | - |

## Source
- (en) Cet article est partiellement ou en totalité issu de l’article de Wikipédia en anglais intitulé « Richardton, North Dakota » (voir la liste des auteurs).

1. ↑  (en) « Population and Housing Unit Estimates » (consulté le 16 juin 2019)
2. ↑  (en) Bureau du recensement des États-Unis, « Census of Population and Housing » [archive du 26 avril 2015] (consulté le 13 juillet 2013)
3. ↑  (en) « Population Estimates », Bureau du recensement des États-Unis (consulté le 16 juin 2019)
4. ↑  (en) « Statistiques des États-Unis - Dakota du nord - Profils des comtés de 2010 » (consulté en juin 2021)